# 南岭庄乡
南岭庄乡，是中华人民共和国河北省张家口蔚县下辖的一个乡镇级行政单位。

## 行政区划
南岭庄乡下辖以下地区：
南岭庄村、北岭庄村、芦子涧村、西蔡庄村、中蔡庄村、添河涧村、甘庄子村、东方城村、西方城村、东双塔村、西双塔村、小贯头村、北石化村、中石化村、南石化村、李家浅村、苟家浅村和新胜庄村。